# Watch Dogs: Legion
Watch Dogs: Legion (стилізовано як WATCH DOGS LΞGION) — відеогра жанру пригодницького бойовика, розроблена Ubisoft Toronto та видана Ubisoft 29 жовтня 2020 року. Це третя частина серії Watch Dogs і продовження Watch Dogs 2. Події гри розгортаються у вигаданому поданні Лондона з відкритим світом і видом від третьої особи. У відеогрі є можливість керувати кількома персонажами, які можуть бути завербовані через налаштування гри і які можуть бути назавжди втрачені в ході проходження. У грі також буде присутній кооперативний режим, який дозволить грати разом до чотирьох гравців. Гра запланована до випуску на платформах Microsoft Windows, PlayStation 4, PlayStation 5, Xbox One та Xbox Series X.
Сюжет гри фокусується на зусиллях лондонського відділення хакерської групи DedSec в боротьбі з авторитарним режимом, який взяв під свій контроль Велику Британію, завдяки передовій системі спостереження, відомій як ctOS. Щоб допомогти в цьому, DedSec набирає союзників з усього міста, щоб звільнити його шляхом опору. Кожен персонаж в грі матиме власну історію, набір навичок і впливатиме на сюжет.